# Hermina Csata
Hermina Csata (n. 19 august 1962, Cluj-Napoca) este artist vizual de etnie maghiară din Transilvania, România, cu interese în domeniul artelor textile, picturii și graficii.

## Biografie
Hermina Csata este absolventă (1991) a secției de pictură a Institutului de Arte Plastice Ion Andreescu din Cluj-Napoca. Este profesoară la Liceul de Arte Vizuale „Romul Ladea” din Cluj-Napoca.

## Afilieri
- Membră al Uniunii Artiștilor Plastici din România, filiala Cluj-Napoca
- Membră al Breslei Barabás Miklós din Cluj Napoca

## Expoziții personale
- 1990, 1997-  Complexul expozițional al Uniunii Artiștilor Plastici, Cluj
- 1998 -"MILLENIUM", Galeria "Cãminul Artei"-etaj, București
- 1999 -"ESENȚA VIEȚII", Galeria "Cãminul Artei"-etaj, București
- 2000 - Artă Decorativă, Galeria U.A.P.,  Cluj- Napoca
- 2001-"GRÃDINI SPIRITUALE", Galerie  THUILLIER, Paris [2]
- 2002-"GRÃDINI SPIRITUALE","Cãminul Artei"-etaj, București
- 2002- Artă Decorarativă , Galeria Simeza , București
- 2003- Artă decorativă- Institutul cultural Român, Paris
- 2005-"CETATEA IDEALĂ" Galeriile Radio, Cluj Napoca [3]
- 2005- "CETATEA IDEALĂ", Galeria Orizont , București
- 2006- "Pământ, Strălucire și Inspirație" Wells, Austria
- 2009- Galeria UAP Sibiu
- 2009- Galeria Frezia, Dej
- 2009-  Galeria “ Orizont”, București
- 2013- “Alternativă pentru Suflet”, Centrul Cultural pentru UNESCO "Nicolae Bălcescu" din București [4]
- 2015- ”Topografii afective”- Muzeul de Artă Cluj-Napoca [5]

## Participări la expoziții de grup
- 2020- Grafică Românească, ediția a- x- a, București
- 2018- Salonul Național Centenar- București
- 2016- DADA 100 MIXarte – expozitie de carte obiect realizata in parteneriat cu Universitatea de Arta din Bucuresti
- 2013- Bienala Internațională de Pictură, Sculptură, Grafică
- „Meeting Point- Arad” edția a IV-a
- 2013-  Grafică Românească, ediția a III- a, București
- 2013-  „Către Țara Soarelui Răsare”,  Muzeul de etnografie Franz Binder, Sibiu
- 2013-   Salonul de Miniatură textilă,  Galeria Orizont, București
- 2012-   Salonul de Iarnă,  Galeria Orizont, București
- 2012- The First International Small Graphic Biennal- Arad, Romania
- 2012- Bienala “Gheorghe Petrașcu”, ediția a XI-a, Târgoviște
- 2012- Bienala “Ion Andreescu”, Galeriile de Artă “Ion Andreescu”, Buzău
- 2012- Salonul Național de Artă Decorativă, ediția a XIII -a , Muzeul Național Cotroceni, București
- 2012-  Bienala Decorative Art 2012, ediția a I-a, Palatul Parlamentului, București
- 2012- Grafică Românească, ediția a- II- a, București
- 2011-   Salonul Național de Artă Decorativă, ediția a XII- a, Muzeul Național Cotroceni, București
- 2010- Festivalul internațional “Shakespeare”,  Craiova
- 2006- Trienala de Artă Textilă,  editia a V-a , București
- 2003 - Trienala de Artă Textilă,  editia a IV-a , București
- 2001 -  Salonul Național de Artă, Romexpo, Bucuresti
- 2000 - Trienala de Tapiserie, București
- 2000 -"Timp substituit", Palatul Parlamentului, București
- 1999 - Bienala Internaționalã de desen, Arad
- 1999 - Expoziție de grup la "Casa Iorga", Veneția
- 1999,2002 - Trienala Internaționalã de Broderie, Cluj
- 1998-  Salonul Anual Internațional, Reșița
- 1997- "Eseu interior", Satu-Mare
- 1995- 2013,  Salonul Anual de Artă Decorativã, Muzeul Național "Cotroceni" București
- 1994- 1995,  Centrul Cultural Român, Budapesta
- 1996 - "Corpus", Muzeul "Vasarelli", Budapesta
- 1993, 1995, 2012 Saloanele Moldovei, Bacãu și Chișinãu
- 1993- Galeria "Csók Istvan",  Budapesta
- 1990- 2019 - Salonul Anual al U.A.P.-filiala  Cluj

## Premii
- 2000 - Premiul Uniunii Artistilor Plastici din Romania pentru Artele Textile.
- 1999 - Premiul pentru creativitate  al Salonului Bienal de Desen, Arad
- 1998 - Premiul pentru artã decorativã al Salonului National de Artã, Reșița